# 勤医協札幌西区病院
勤医協札幌西区病院（きんいきょうさっぽろにしくびょういん）は、公益社団法人北海道勤労者医療協会が北海道札幌市西区西町北に設置する病院。

## 概要
2019年6月現在の訪問診療の管理件数は320件を超え、内科医に加え、耳鼻科、皮膚科医も訪問診療を担当。時間外休日の当番医師も配置して、訪問看護ステーションなどと協力して、24時間体制で終末期の在宅療養も支援している。
全日本民主医療機関連合会(民医連)に加盟している。

## 沿革
札幌市西区では医療機関の充実を求める住民の要求が強く、1979年には総合病院誘致と休日夜間における救急医療体制確立を求める住民運動が繰り広げられていた。「西区に働くものの病院をつくりあげる運動」が広がり、社員支部、西区病院建設準備室を中心として地域･職場に運動が急速に展開された。そして地域住民の期待を受けて1986年5月16日に開設された。

## 診療科
- 内科[4]
- 消化器科（消化器内科）[4]
- その他（内科系）[4]
- 神経内科[4]
- 耳鼻咽喉科[4]
- 皮膚科[4]
- リハビリテーション科[4]

専門外来
- もの忘れ外来[5]

## 医療機関の認定
(この節の出典)
- 保険医療機関
- 労災保険指定医療機関
- 生活保護法指定医療機関(中国残留邦人等の円滑な帰国の促進並びに永住帰国した中国残留邦人等及び特定配偶者の自立の支援に関する法律(平成6年法律第30号)に基づく指定医療機関を含む。)
- 結核指定医療機関
- 原子爆弾被害者一般疾病医療取扱医療機関
- 身体障害者福祉法指定医の配置されている医療機関
- 特定疾患治療研究事業委託医療機関
- 在宅療養支援病院
- 難病の患者に対する医療等に関する法律(平成26年法律第50号)に基づく指定医療機関
- 無料低額診療事業実施医療機関

## 差額ベッド代について
病院の理念により、差額ベッド料（個室料）を徴収していない。

## 交通アクセス
- 札幌市営地下鉄東西線「宮の沢駅」下車5番出口より徒歩5分。

## 関連施設
- 勤医協中央病院 - 札幌市東区。
- 勤医協札幌病院 - 札幌市白石区。
- 勤医協苫小牧病院 - 苫小牧市。
- 勤医協西区ひだまりクリニック - 当院の外来部門として連携している[1]。

## 周辺
- 宮丘公園
- 札幌孝仁会記念病院
- 札幌宮の沢脳神経外科病院
- 白い恋人パーク